# Châteauneuf-sur-Loire
Châteauneuf-sur-Loire este o comună franceză situată în departamentul Loiret, în regiunea Centre-Val de Loire.
Comuna este situată în perimetrul Val de Loire, înscris în patrimoniul mondial UNESCO.

## Geografie

### Localizare
Comuna Châteauneuf-sur-Loire se află în centrul departamentului Loiret, în regiunea agricolă Orléanais și în aria urbană a orașului Orléans. În linie dreaptă, este situată la 23,9 km de Orléans, reședința departamentului.

### Comune limitrofe
| Saint-Denis-de-l'Hôtel | Vitry-aux-Loges | Saint-Martin-d'Abbat |
| Saint-Denis-de-l'Hôtel |                 | Saint-Martin-d'Abbat |
| Ouvrouer-les-Champs    | Sigloy          | Germigny-des-Prés    |

### Geologie și relief

#### Geologie
Comuna se află în sudul Bazinului Parisian, cel mai mare dintre cele trei bazine sedimentare franceze. Această vastă depresiune, ocupată în trecut de mări puțin adânci și lacuri, a fost umplută, pe măsură ce fundamentul său s-a prăbușit treptat, cu nisipuri și argile provenite din eroziunea reliefului înconjurător, precum și cu calcare de origine biologică, formând astfel o succesiune de straturi geologice.
Straturile aflorante de pe teritoriul comunei sunt alcătuite din formațiuni superficiale din Cuaternar și roci sedimentare datând din Neozoic, cea mai recentă eră geologică pe scara timpilor geologici, începută acum 66 de milioane de ani. Cea mai veche formațiune este constituită din marne și calcare din Orléanais, datând din Miocenul perioadei Neogene. Cea mai recentă formațiune este reprezentată de depozite antropice din Holocenul perioadei Cuaternare. Descrierea acestor straturi este detaliată în fișele „nr. 364 - Bellegarde-du-Loiret” și „nr. 399 - Châteauneuf-sur-Loire” ale hărții geologice la scara 1/50 000 a departamentului Loiret, împreună cu notele explicative asociate.

#### Relief
Suprafața cadastrală a comunei, publicată de Insee și utilizată ca referință în toate statisticile, este de 40,01 km². În schimb, suprafața geografică este de 39,97 km².
Relieful este relativ plat, cu o diferență maximă de altitudine de 31 metri. Altitudinea teritoriului variază între 100 m și 131 m.

### Climă
În 2010, clima comunei este de tip oceanic degradat specific câmpiilor din Centru și Nord, conform unui studiu realizat de Centrului Național de Cercetare Științifică (CNRS) bazat pe o serie de date din perioada 1971-2000. În 2020, Météo-France publică o tipologie a climei din Franța metropolitană, în care comuna este expusă unui climat oceanic alterat și se află în regiunea climatică Valea medie a Loarei, caracterizată printr-o bună insolație (1.850 ore/an) și veri puțin ploioase.
Pentru perioada 1971-2000, temperatura anuală medie este de 11 °C, cu o amplitudine termică anuală de 15,2 °C. Cumulul anual mediu de precipitații este de 695 mm, cu 11 zile de precipitații în ianuarie și 7,3 zile în iulie. Pentru perioada 1991-2020, temperatura medie anuală observată la stația meteorologică Météo-France cea mai apropiată, situată în comuna Saint-Benoît-sur-Loire la 8 km distanță în linie dreaptă, este de 12,0 °C, iar cantitatea medie anuală de precipitații este de 687,0 mm.
Pentru viitor, parametrii climatici estimati pentru comună pentru anul 2050, conform diferitelor scenarii de emisii de gaze cu efect de seră, pot fi consultati pe un site dedicat publicat de Météo-France în noiembrie 2022.

### Medii naturale și biodiversitate

#### Zone Natura 2000
Rețeaua Natura 2000 este o rețea ecologică europeană de situri naturale de interes ecologic, creată pe baza Directivelor „Habitate” și „Păsări”. Această rețea este formată din Zone Speciale de Conservare (ZSC) și Zone de Protecție Specială (ZPS).
În cadrul acestor zone, statele membre se angajează să mențină într-o stare favorabilă de conservare tipurile de habitate și speciile vizate, prin măsuri de reglementare, administrative sau contractuale. Scopul este de a promova o gestionare adecvată a habitatelor, ținând cont de cerințele economice, sociale și culturale, precum și de particularitățile regionale și locale ale fiecărui stat membru. Activitățile umane nu sunt interzise, atâta timp cât acestea nu afectează semnificativ starea favorabilă de conservare a habitatelor și speciilor vizate.
Pe teritoriul comunei Châteauneuf-sur-Loire sunt desemnate următoarele situri Natura 2000:

##### Situri de importanță comunitară (Directiva „Habitate”)
| Număr     | Tip | Nume                                              | Ordin                     | Document de obiective    | Localizare                |
| --------- | --- | ------------------------------------------------- | ------------------------- | ------------------------ | ------------------------- |
| FR2400528 | SIC | Valea Loarei de la Tavers la Belleville-sur-Loire | Ordin din 13 aprilie 2007 | Validat la 10 iunie 2005 | Marginea sudică a comunei |

Situl „Vallée de la Loire de Tavers à Belleville-sur-Loire”, cu o suprafață de 7 120 ha, acoperă 51 de comune. Delimitarea acestui sit Natura 2000 este foarte apropiată de cea corespunzătoare Directivei Păsări.
Interesul major al sitului constă în habitatele fluviului Loara, asociate cu dinamica fluviului, care adăpostesc numeroase specii menționate în anexa II a Directivei Habitate.

##### Zone de protecție specială (Directiva „Păsări”)
| Număr     | Tip | Nume                    | Ordin                       | Document de obiective    | Localizare                                                                                    |
| --------- | --- | ----------------------- | --------------------------- | ------------------------ | --------------------------------------------------------------------------------------------- |
| FR2410018 | ZPS | Pădurea Orléans         | Ordin din 23 decembrie 2003 | Validat la 10 iunie 2005 | În partea de nord-est a comunei, la limita comunelor Vitry-aux-Loges și Saint-Martin-d'Abbat. |
| FR2410017 | ZPS | Valea Loarei din Loiret | Ordin din 4 mai 2007        |                          | Marginea sudică a comunei.                                                                    |

Situl „Pădurea Orléans” se întinde din nord-estul aglomerației orléaneze până la porțile orașului Gien, urmând un arc de cerc de aproximativ 60 de kilometri lungime și având o lățime variabilă între aproximativ 2 și 15 km. Acest ansamblu forestier aproape continuu este în mare parte domenial. Pădurea domenială este formată din trei masive distincte, de la vest la est: masivele Orléans, Ingrannes și Lorris (considerat în mod obișnuit ca fiind împărțit în două submasive: Lorris-Châteauneuf și Lorris-les Bordes), în jurul cărora se află și alte suprafețe forestiere. Suprafața totală a celor trei masive domeniale este de 34.500 de hectare.
Având o suprafață totală de 32.177 ha, situl este alcătuit din două mari entități care acoperă aproape integral masivele forestiere domeniale din Ingrannes și Lorris. Aceste două entități includ și alte parcele forestiere, precum și lacuri aflate la periferie, alături de vasta „poiană” Sully-la-Chapelle, Ingrannes și Seichebrières, situată în cadrul masivului Ingrannes.
Acest sit prezintă un mare interes ornitologic, fiind un habitat important pentru cuibăritul mai multor specii de păsări, printre care uliganul pescar (Pandion haliaetus), acvila de munte (Hieraaetus pennatus), șerparul (Circaetus gallicus), viesparul (Pernis apivorus), eretele vânăt (Circus cyaneus), caprimulgul european (Caprimulgus europaeus), ciocănitoarea neagră (Dryocopus martius), sură (Dendrocoptes medius) și verde-cenușie (Picus canus), Ciocârlia de pădure (Lullula arborea) și silvia de tufiș (Sylvia undata).
De asemenea, lacurile constituie locuri importante de popas pentru diferite specii de păsări migratoare.
Situl „Valea Loarei din Loiret” se întinde pe 7.684 ha și include valea Loarei în departamentul Loiret. Această Zonă de Protecție Specială (ZPS) continuă atât în amonte, cât și în aval, pe departamentele vecine. Importanța majoră a sitului constă în habitatele și speciile liguriene legate de dinamica fluviului. Aceste habitate găzduiesc numeroase specii menționate în Anexa I a Directivei Păsări.
Situl se remarcă prin prezența coloniilor de cuibărit ale chirei cu obraji albi (Sterna albifrons), chirei de râu (Sterna hirundo) și pescărușului cu cap negru (Ichthyaetus melanocephalus). De asemenea, aici se găsesc zone de pescuit pentru vulturul pescar (Pandion haliaetus).
Situl este, totodată, un loc de reproducere pentru stârcul de noapte (Nycticorax nycticorax), egreta mică (Egretta garzetta), viesparul (Pernis apivorus), gaia neagră (Milvus migrans), cristeiul de câmp (Burhinus oedicnemus), pescărașul albastru (Alcedo atthis), ciocănitoarea neagră (Dryocopus martius) și sfrânciocul roșiatic (Lanius collurio).

#### Zone naturale de interes ecologic, faunistic și floristic

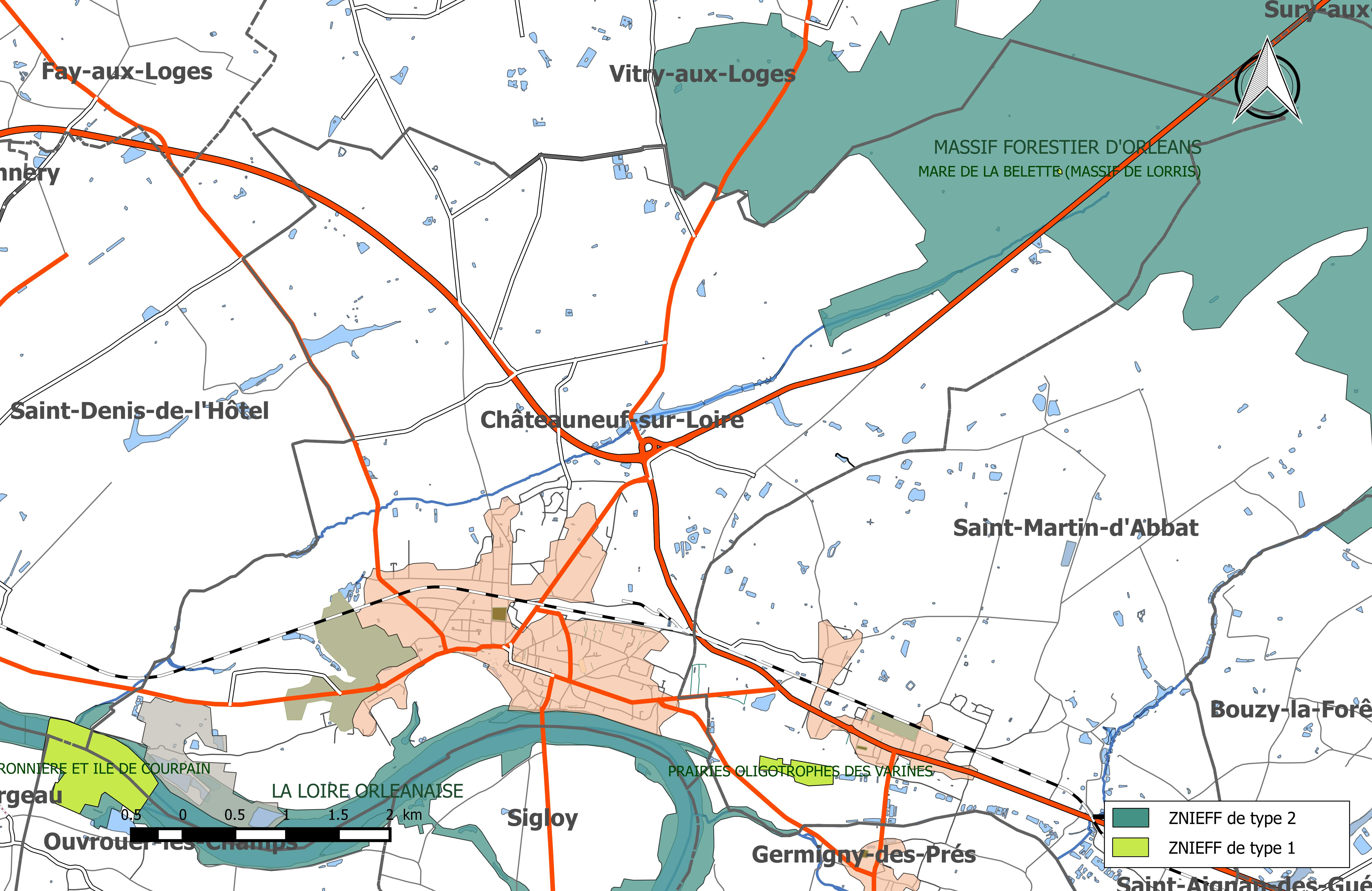
Hartă a zonelor ZNIEFF din comună și împrejurimile sale.

Diferite zone de identificare a bogăției patrimoniale naturale sunt prezente pe teritoriul comunei Châteauneuf-sur-Loire. Aceste perimetre se intersectează sau se suprapun, în special în raport cu siturile Natura 2000, subliniind astfel interesul biologic, ecologic sau peisagistic al zonelor vizate.
Inventarul zonelor naturale de interes ecologic, faunistic și floristic (ZNIEFF) are ca obiectiv acoperirea ariilor cele mai valoroase din punct de vedere ecologic, în principal pentru a îmbunătăți cunoașterea patrimoniului natural național și pentru a oferi factorilor de decizie un instrument de sprijin în integrarea considerentelor de mediu în amenajarea teritoriului.
Teritoriul comunei Châteauneuf-sur-Loire include patru zone ZNIEFF.
| Desemnare                                | Tip   | Suprafață        | Descriere |
| ---------------------------------------- | ----- | ---------------- | --- |
| « Mare de la Belette (masivul Lorris) »  | tip 1 | 0,15 hectare     | Această mlaștină este situată în pădurea domanială Orléans (masivul Lorris), în bazinul hidrografic al pârâului Lanche, în interiorul parcelei 597, la puțin peste 7 km nord-vest de Châteauneuf-sur-Loire. Altitudinea sa este de 125 m. Este un punct de apă restaurat de Oficiul Național al Pădurilor, care adăpostește o vegetație de „mlaștină de tranziție” cu trifoi de baltă (Menyanthes trifoliata), Comarum palustre și Carex lasiocarpa. |
| « Colonia de stârci și insula Courpain » | tip 1 | 64,52 hectare    | Zona cuprinde patru comune: Châteauneuf-sur-Loire, Jargeau, Ouvrouer-les-Champs și Saint-Denis-de-l'Hôtel. Altitudinea variază între 104 și 106 m. Întregul ansamblu corespunde, pe malul sudic, unor păduri evoluate (păduri vechi de foioase amestecate cu pini maritimi și terenuri agricole abandonate devenite păduri) și, în Loire, teritoriului unei familii de castori. Insula, tipică Loarei mijlocii prin habitatele sale, este legată de malul sudic. Inițial, această ZNIEFF a fost descrisă datorită unei colonii de stârci cenușii (Ardea cinerea), încă prezentă. Reproducerea egretei mici în cadrul acestei colonii a fost dovedită în 2003. Este unul dintre cele mai reprezentative situri pentru reproducerea castorului european (Castor fiber) în Loara. |
| « Masivul forestier Orléans »            | tip 2 | 36 086 hectare   | Zona se întinde pe 37 de comune, inclusiv Châteauneuf-sur-Loire, și se suprapune, pentru această comună, cu zona Natura 2000 cu același nume. Altitudinea variază între 126 și 174 m. Pădurea Orléans se află, în cea mai mare parte, pe terenuri de natură similară celor din Sologne (Burdigalian), extinse pe versantul Beauce. Formațiile vegetale sunt preponderent acidofile, cu sectoare uscate și altele foarte umede. Importanța sa depășește contururile complexe ale masivului domanial și se extinde și la marginile și enclavele private care îl continuă. |
| « Loara orléaneză »                      | tip 2 | 5 458,77 hectare | Zona se întinde pe 41 de comune, dintre care 39 în Loiret. Aceasta corespunde buclei nordice a fluviului. Altitudinea variază între 80 și 135 m. Se caracterizează printr-un albie minoră ocupată în mare parte de insule și bancuri de nisip. Aceste medii, supuse variațiilor anuale ale nivelului apei, adăpostesc numeroase habitate temporare. Este practic singura secțiune a fluviului care prezintă meandre. Pe terasele joase se observă unele formațiuni nisipo-calcaroase. |

## Urbanism

### Tipologie
La 1 ianuarie 2024, Châteauneuf-sur-Loire este clasificată drept oraș mic, conform noii grile comunale de densitate în șapte niveluri definită de INSEE (Institutul Național de Statistică și Studii Economice) în 2022. Ea aparține unității urbane Châteauneuf-sur-Loire, o aglomerație intra-departamentală formată din două comune, al cărei centru urban este. În plus, comuna face parte din zona metropolitană a orașului Orléans, fiind o comună de coroană. Această zonă, care include 136 de comune, este clasificată în categoria zonelor cu o populație între 200.000 și mai puțin de 700.000 de locuitori.

### Utilizarea terenurilor
Ocupația solurilor din comună, așa cum rezultă din baza de date europeană de ocupație biofizică a solurilor Corine Land Cover (CLC), este marcată de importanța pădurilor și mediilor semi-naturale (52,3 % în 2018), în creștere față de 1990 (49,8 %). Repartiția detaliată în 2018 este următoarea: păduri (50,7 %), terenuri arabile (15,6 %), zone urbanizate (9,8 %), zone agricole eterogene (8 %), pajiști (7,8 %), zone industriale sau comerciale și rețele de comunicații (2,8 %), ape continentale (2,8 %), medii cu vegetație arbustivă și/sau ierboasă (1,6 %), mine, depozite de deșeuri și șantiere (0,8 %). Evoluția ocupării terenurilor în comună și a infrastructurilor sale poate fi observată pe diferitele reprezentări cartografice ale teritoriului: harta Cassini (secolul XVIII), harta de stat-major (1820-1866) și hărțile sau fotografiile aeriene ale IGN pentru perioada actuală (1950 până în prezent).

## Istorie
Châteauneuf s-a dezvoltat cel puțin din Evul Mediu timpuriu, ca loc de schimburi comerciale și oprire pe ruta fluvială a Loarei. Așezarea a fost inclusă în domeniul regal încă din primele decenii ale dinastiei Capetiene, iar regele Henric I a fondat aici o fortăreață la mijlocul secolului al XI-lea – fapt care explică numele orașului.
Între 29 ianuarie și 8 februarie 1939, peste 2 800 de refugiați spanioli, fugind de prăbușirea Republicii Spaniole în fața trupelor lui Franco, au sosit în departamentul Loiret. Din cauza insuficienței structurilor de primire din Orléans, au fost deschise 46 de centre de primire rurale, printre care și unul în Briare.
Refugiații, în mare parte femei și copii (deoarece bărbații au fost dezarmați și reținuți în sudul Franței), au fost supuși unei carantine stricte, vaccinați, iar corespondența a fost limitată. Hrana, deși modestă și pregătită în stil francez, era asigurată în mod constant.
O parte dintre refugiați s-au întors în Spania, încurajați de guvernul francez, care a facilitat condițiile de repatriere. Cei care au ales să rămână în Franța au fost relocați în campul de la Verrerie des Aydes, în Fleury-les-Aubrais

## Populația și societatea

### Date demografice
Evoluția numărului de locuitori este cunoscută prin recensămintele populației efectuate în comună începând din 1793. Pentru comunele cu mai puțin de 10 000 de locuitori, un recensământ al întregii populații este realizat la fiecare cinci ani, populațiile legale pentru anii intermediari fiind estimate prin interpolare sau extrapolare.
În 2022, comuna număra 8 470 locuitori, în creștere cu +4,87 % față de 2016 (Loiret: +1,89 %, Franța fără Mayotte: +2,11 %).
| An        | 1793  | 1821  | 1841  | 1851  | 1876  | 1886  | 1901  | 1921  | 1936  | 1962  | 1982  | 2006  | 2014  | 2022  |
| --------- | ----- | ----- | ----- | ----- | ----- | ----- | ----- | ----- | ----- | ----- | ----- | ----- | ----- | ----- |
| Populație | 4 396 | 3 018 | 2 994 | 3 237 | 3 371 | 3 484 | 3 338 | 2 865 | 3 069 | 4 350 | 5 998 | 7 708 | 7 980 | 8 470 |

## Cultură locală și patrimoniu

### Locuri și monumente
- Pod suspendat peste Loara, construit în 1839-1840 de Marc Seguin, apoi reconstruit între 1932 și 1935;
- Castelul Châteauneuf din secolul al XVII-lea, construit pentru familia Phélypeaux, în mare parte distrus, ale cărui vestigii adăpostesc în prezent primăria. Clasat Monument istoric, acesta include un parc peisagistic proiectat inițial de André Le Nôtre, cu un arboretum[54].
- Biserica Saint-Martial, construită între secolul al XIII-lea și al XVII-lea, adăpostește în interior mormântul în stil baroc al lui Louis Phélypeaux (1598-1681), secretar de stat[55].
- Capela Bonne-Dame, sau Notre-Dame de l'Épinoy[n 11], datează din secolul al XII-lea; portalul a fost clasat Monument istoric pe 3 octombrie 1929[56].
- Promenade du Chastaing, parc situat de-a lungul Loarei, în amonte de pod;
- Fostul hangar pentru bărci, cunoscut sub numele de halle Saint-Pierre. Construit în 1844, acest depozit de cereale a fost transportat din portul Châtillon-sur-Loire la locația sa actuală în 1854. A fost înscris pe lista Monumentelor istorice pe 29 august 1990[57].
- Nouvelle Halle, construită în 1903, așa cum este indicat pe frontonul său;
- Campingul de la Maltournée;
- Digul Loarei (Levée de la Loire);
- Gara Châteauneuf-sur-Loire;
- Linia de testare a metroului aerian suspendat din Châteauneuf-sur-Loire, distrusă la sfârșitul anilor 1960;
- Le Manège, construit de artistul Laurent Cadilhac împreună cu locuitorii comunei între 2009 și 2012, inițial amplasat în fața Espace Florian. Dismantelat din cauza unor probleme de siguranță, nu mai era funcțional de câțiva ani. În prezent, pe locul său se află un loc de joacă.

### Personalități
- Louis de Bourbon, duce de Penthièvre (1725-1793), sosit la Châteauneuf în 1784, a fost ultimul castelan al orașului. Pentru a oferi locuri de muncă tinerilor fără ocupație, a dispus construirea cheiurilor, începerea amenajării promenadei Chastaing și plantarea a 5 000 de duzi pe malul stâng al Loarei.
- Ferdinand Arnodin (1845-1924), inginer și constructor a numeroase poduri suspendate și poduri transbordoare, și-a stabilit aici fabrica de construcții metalice.
- Maurice Genevoix (1890-1980), scriitor, și-a petrecut copilăria aici. În lucrarea sa „Au Cadran de mon clocher” (Plon, 1960), el oferă o descriere foarte detaliată a vieții cotidiene și a activităților din acest mic oraș. De asemenea, menționează șederea unui alt scriitor, Pierre Mac Orlan. O școală din oraș îi poartă numele.

### Cadru de viață
Orașul deține labelul „Ville Fleurie”, fiind distins cu trei flori de către Consiliul Național al Orașelor și Satelor Înflorite din Franța, în cadrul concursului „Villes et Villages Fleuris”.

## Înfrățiri
- Portugalia – Amarante - din 1986
- Germania – Bad Laasphe - din 1991